# Lasiocroton fawcettii
Lasiocroton fawcettii är en törelväxtart som beskrevs av Ignatz Urban. Lasiocroton fawcettii ingår i släktet Lasiocroton och familjen törelväxter. IUCN kategoriserar arten globalt som sårbar.
Artens utbredningsområde är Jamaica. Inga underarter finns listade i Catalogue of Life.